# Subeita

Subeita of Shivta was een antieke stad van het volk van de Nabateeërs, gelegen in de Negevwoestijn in Israël. De ruïnes zijn een onderdeel van het werelderfgoed Wierookroute - Woestijnsteden in de Negev.
De oudste gevonden ruïnes dateren uit de 1e eeuw, maar de stad heeft haar bloeitijd vermoedelijk in de late oudheid gehad. Er zijn drie kerken (een grote en twee kleine), twee druivenpersen en woonhuizen opgegraven. De stad werd verlaten in de 8ste of 9e eeuw.
Mogelijk was de stad een stop op de bedevaartsroute naar het Katharinaklooster in de Sinaï.
De Amerikaanse archeoloog H. Colt was hier actief in de jaren 30.
- Nationale Bibliotheek van Israël: 987007548966405171
- Virtual International Authority File: 315170118